# Tłokowo
Tłokowo (deutsch Lokau) ist ein Ort in der polnischen Woiwodschaft Ermland-Masuren. Er gehört zur Gmina Jeziorany (Stadt-und-Land-Gemeinde Seeburg) im Powiat Olsztyński (Kreis Allenstein).

## Geographische Lage
Tłokowo liegt am Nordufer des Jezioro Pierścień (deutsch Ring-See) in der nördlichen Mitte der Woiwodschaft Ermland-Masuren, 28 Kilometer südwestlich der früheren Kreisstadt Rößel (polnisch Reszel) bzw. 29 Kilometer nordöstlich der heutigen Kreismetropole und auch Woiwodschaftshauptstadt Olsztyn (deutsch Allenstein).

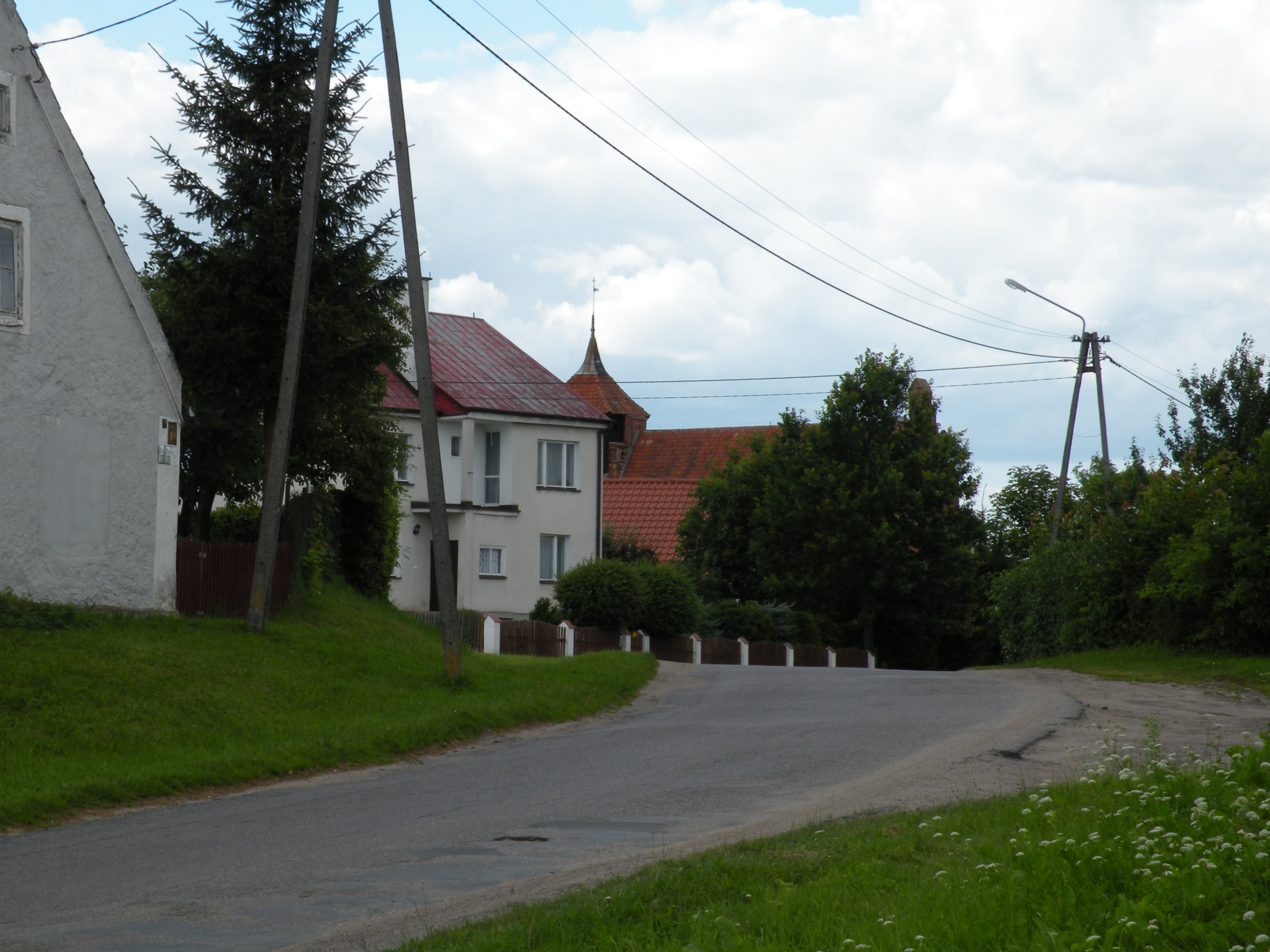
Dorfstraße in Tłokowo

## Geschichte
Gründungsjahr von Lock (nach 1785 Lockau) ist 1318: am 9. Juli jenes Jahres verleiht der ermländische Bischof Eberhard von Neisse an Ludecho, dem ehemaligen Schulzen von Lentzen, Land im Distrikt Tlokowe nach Kulmer Recht. Am 12. Februar 1346 bestätigt Bischof Hermann von Prag die Handfeste des Dorfs Lock und verändert sie.
1785 war Lockau ein königliches Bauerndorf mit einer eigenen Kirche, einer Filialkirche von Seeburg (polnisch Jeziorany) und einer Kapelle, die man „Wald-“ oder „Rochuskapelle“ nannte. Im Dorf, das zum landrätlichen Kreis Heilsberg gehörte, gab es 43 Feuerstellen. Im Jahre 1820 waren hier 314 Einwohner bei 59 Feuerstellen ansässig.
Als 1874 der Amtsbezirk Elsau (polnisch Olszewnik) im ostpreußischen Kreis Rößel gebildet wurde, gehörte Lokau zu den einbezogenen Dörfern.
Im Jahre 1885 waren in Lokau 481 Einwohner registriert, im Jahre 1910 waren es 542.
Am 30. September 1928 vergrößerte sich die Landgemeinde Lokau um Teile des Gutsbezirks Voigtshof (polnisch Wójtówko), der eingemeindet wurde. Die Zahl der Einwohner der auf diese Weise neu formierten Gemeinde belief sich 1933 auf 573 und 1939 auf 519.
In Kriegsfolge kam Lokau 1945 mit dem gesamten südlichen Ostpreußen zu Polen. Das Dorf erhielt die polnischen Namensform „Tłokowo“ und ist heute eine Ortschaft innerhalb der Stadt-und-Land-Gemeinde Jeziorany (Seeburg) im Powiat Olsztyński (Kreis Allenstein), von 1975 bis 1998 der Woiwodschaft Olsztyn, seither der Woiwodschaft Ermland-Masuren zugehörig. Im Jahre 2022 zählte Tłokowo 280 Einwohner.

## Kirche

### Römisch-katholisch

#### St.-Johannes-der-Täufer-Kirche

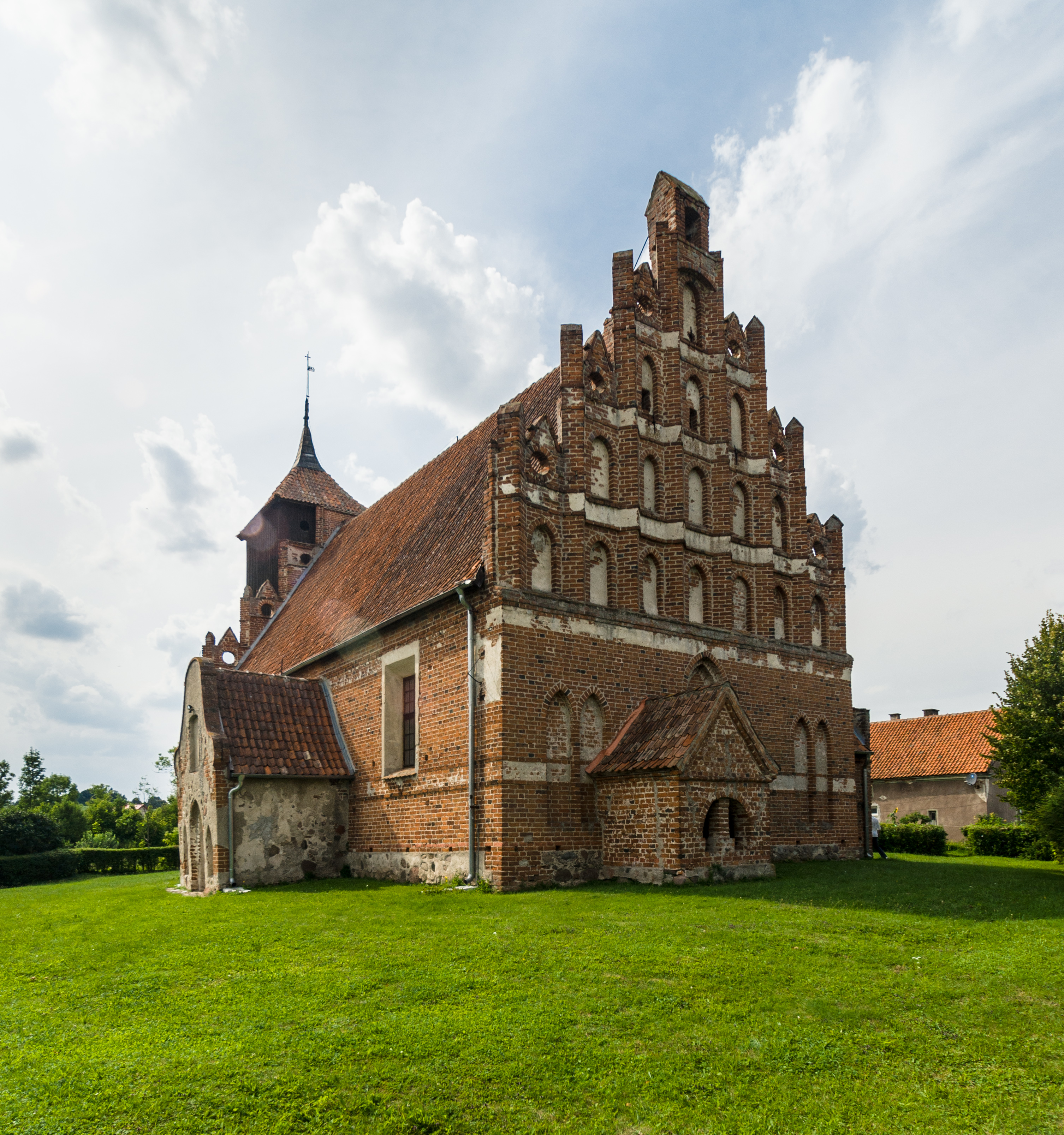
Die Dorfkirche in Tłokowo

Die Johannes dem Täufer geweihte und im gotischen Stil errichtet Kirche entstand um 1370 bis 1390. Zur Ausstattung und für die Unterhaltung der Kirche gab es 1404 einen päpstlichen Ablassbrief. Das Gotteshaus verfügt über einen schönen Ostgiebel sowie eine beachtenswerte Innenausstattung. 1790 wurde der Holzturm von der Ostseite an seinen jetzigen Standort an der Westseite der Kirche versetzt.
Im Innern gibt es Reste alter Wandmalereien. Der um 1700 gefertigte Altar stammt aus der abgerissenen Albertkapelle in Seeburg. Besonders sehenswert ist der linke Seitenaltar wohl aus der zweiten Hälfte des 15. Jahrhunderts mit dem Bild der Muttergottes mit Jesus und Johannes. Die Kanzel ist ein figurenreiches Werk aus der Zeit um 1620.
Die Kirche Tłokowo ist eine Filialkirche der Pfarrei Jeziorany, die dem Dekanat Barczewo (Wartenburg) im Erzbistum Ermland zugehört.

#### Rochuskapelle
Geographische Lage der Rochuskapelle
Etwa drei Kilometer nordöstlich des Dorfs steht die – ehedem wohl auch dem Ort Krämersdorf (polnisch Kramarzewo) zugerechnete – St.-Rochus-Kirche (im Volksmund „Rochuskapelle“, polnisch: Kaplica św. Rocha genannt). Ihre Entstehungsgeschichte verdankt sie einer Sage: Am Johannistag (24. Juni) des Jahres 1652 fanden Dorfjungen unter einer Tanne die zerbrochenen Teile einer Monstranz sowie ein silbernes Gefäß für die Krankenkommunion. Über dieses Ereignis fertigte man ein Protokoll an, und die Dorfbewohner errichteten am dem Fundort ein Kreuz. Dieses nun wurde vielbesuchtes Ziel von Pilgern aus nah und fern.
In Anbetracht der Schrecken der Großen Pest gelobte man hier eine Kapelle zu errichten. Sehr bald war diese Kapelle, die dem Hl. Rochus als Schutzpatron der Pestkranken gewidmet wurde, zu klein und wurde verändert: Baujahr 1652, ausgebaut 1732 bis 1750, erweitert 1877. Im Jahre 1790 wurde sie vom ermländischen Bischof Ignatius Krasicki als Wallfahrtskirche konsekriert.
Sie ist bis heute vielbesuchtes und häufig genutztes Ziel von Wallfahrten.

### Evangelisch
Bis 1945 war Lokau in die evangelische Kirche Seeburg (Ostpreußen) (polnisch Jeziorany) in der Kirchenprovinz Ostpreußen der Kirche der Altpreußischen Union eingepfarrt. Heute sind die hier lebenden evangelischen Einwohner der Christus-Erlöser-Kirche Olsztyn (Allenstein) in der Diözese Masuren der Evangelisch-Augsburgischen Kirche in Polen zugeordnet.

## Verkehr

### Straße
Tłokowo liegt an einer Nebenstraße, die die Stadt Jeziorany (Seeburg) an der Woiwodschaftsstraße 593 mit der Stadt Bisztynek (Bischofstein) an der Landesstraße 57 (frühere deutsche Reichsstraße 128) und Woiwodschaftsstraße 594 verbindet. In Tłokowo endet auch eine von Kramarzewo (Krämersdorf) kommende Straße.

### Schienen
Eine Bahnanbindung besteht nicht. Von 1899 bis 1994 und von 1950 bis 1996 bzw. 2000 war Seeburg (Ostpreußen) die nächste Bahnstation. Sie lag an der östlich an Tłokowo verbeiführenden bedeutenden Bahnstrecke (Königsberg (Pr.)–) Zinten–Rothfließ (–Niedersee–Johannisburg), die zunächst für den Personenverkehr, dann auch für den Güterverkehr geschlossen und deren Anlagen bereits fast gänzlich demontiert wurden.

## Persönlichkeiten
- Andreas Thiel (* 28. September 1826 in Lokau), deutscher römisch-katholischer Theologe, Professor für Kirchengeschichte und Kirchenrecht, Bischof vom Ermland († 1908)